# 三井三池炭鉱

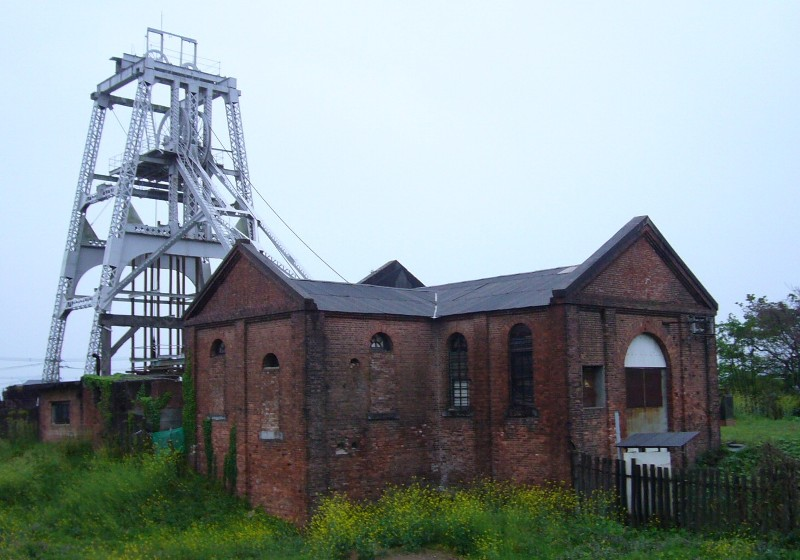
宮原坑 第二竪坑巻揚機室と第二竪坑櫓（福岡県大牟田市宮原町・国の重要文化財及び史跡）

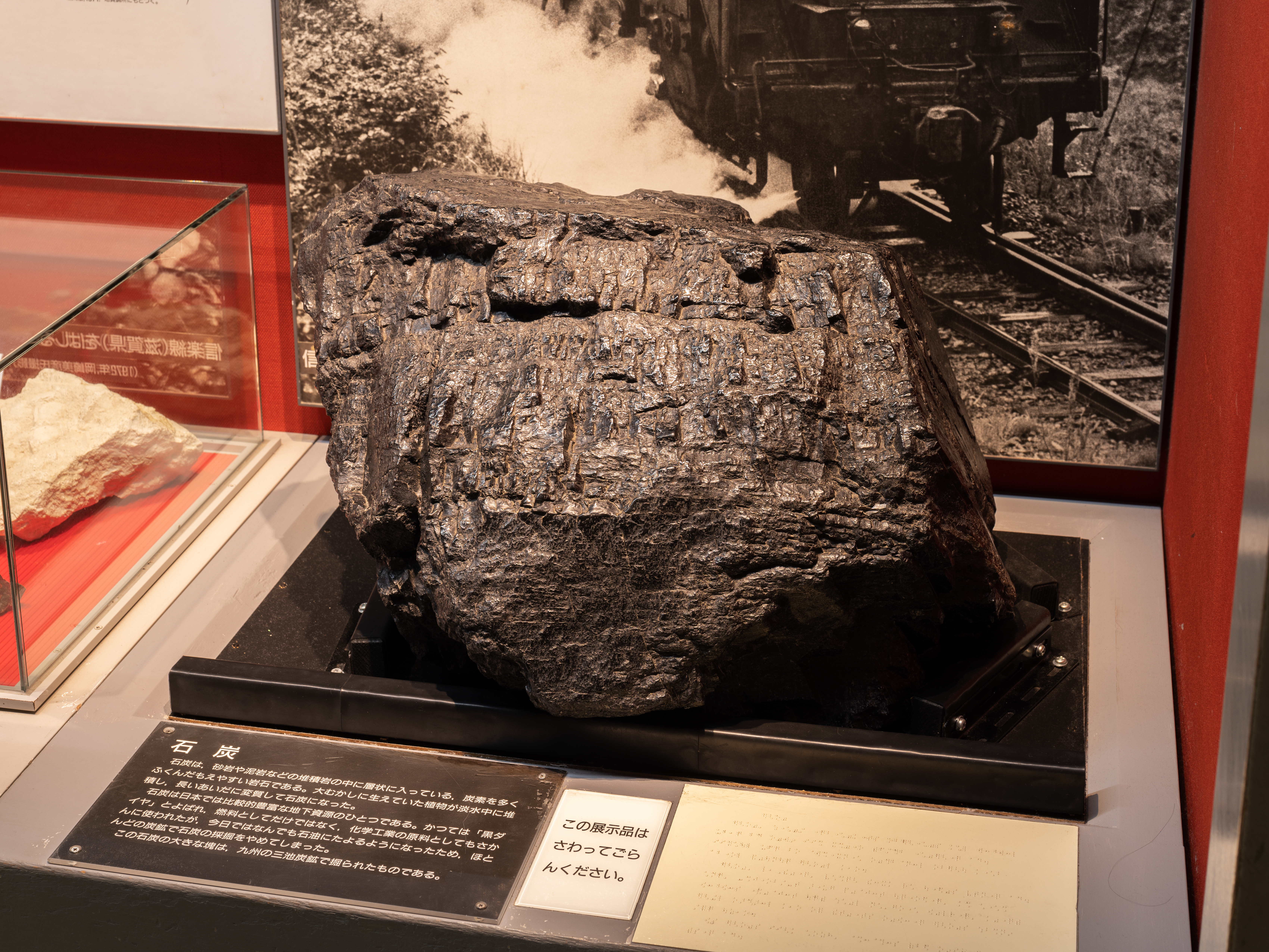
三池炭鉱産石炭（大阪市立自然史博物館展示）

三井三池炭鉱（みついみいけたんこう）は、福岡県大牟田市・三池郡高田町（現・みやま市）及び熊本県荒尾市に坑口を持っていた炭鉱である。江戸時代から採掘が行われてきたが、1889年（明治22年）、三井財閥に払下げられた。日本の近代化を支えてきた存在であったが、1997年（平成9年）3月30日に閉山した。
炭鉱関連の遺産が多数残っており、近代化遺産（産業遺産）の面からも注目されている。
2015年（平成27年）5月4日にイコモス（国際記念物遺跡会議）からユネスコへ世界遺産リストに記載勧告がなされ、同年7月の第39回世界遺産委員会にて世界文化遺産としての登録が決定した「明治日本の産業革命遺産 製鉄・製鋼、造船、石炭産業」の23構成資産には、三池炭鉱宮原（みやのはら）坑・万田（まんだ）坑や三池炭鉱専用鉄道敷跡が含まれている。

## 歴史

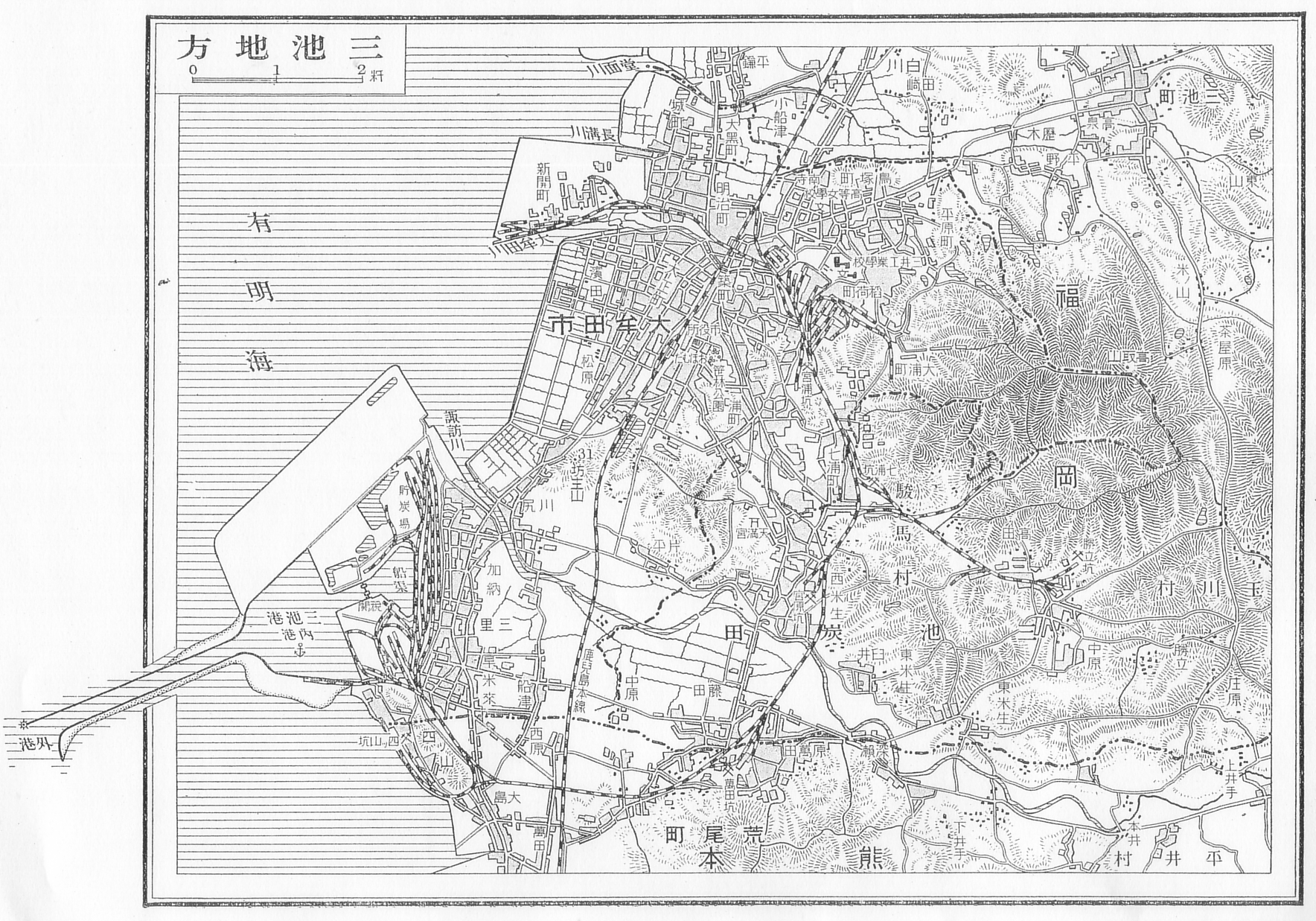
1930年頃（昭和初頭）の三池地方の地図。

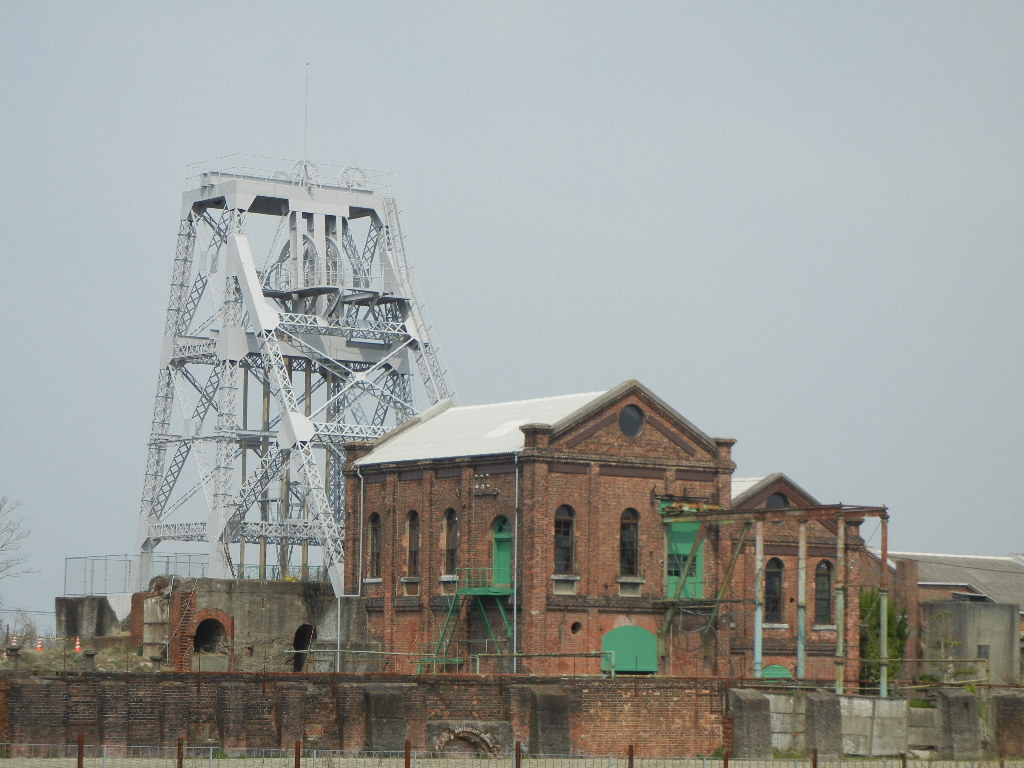
万田坑 第二竪坑巻揚機室と第二竪坑櫓（国の重要文化財及び史跡）

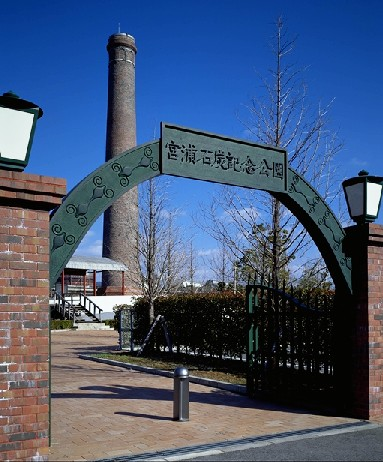
宮浦坑（福岡県大牟田市西宮浦町・れんが煙突は国の登録有形文化財）

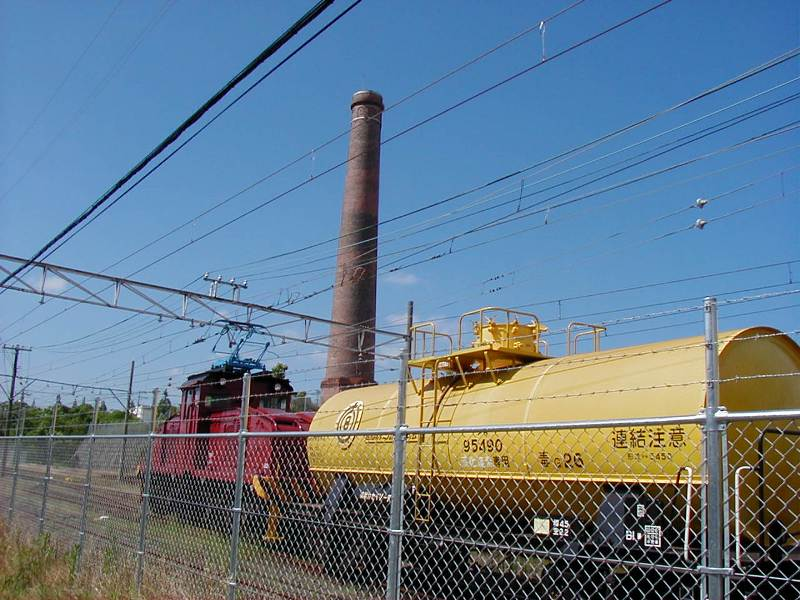
宮浦坑と旧三池炭鉱専用鉄道（現：三井化学専用鉄道）

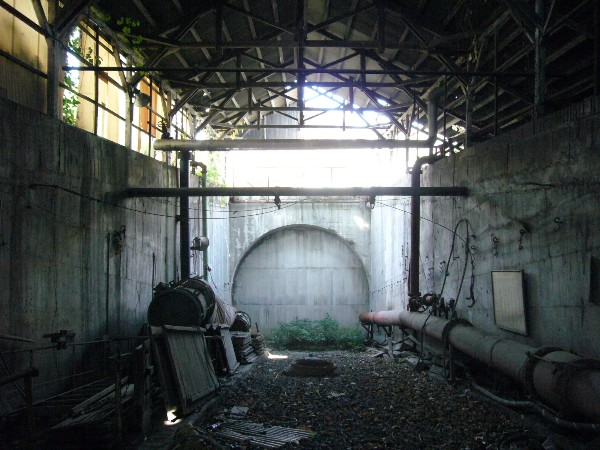
三川坑　第二斜坑坑口（福岡県大牟田市西港町）

### 江戸時代以前
- 1469年　農夫の伝治左衛門が三池郡稲荷（とうか）村の稲荷山（現在の大牟田市大浦町付近）で「燃ゆる石」（石炭）を発見したと言われている[1][2][3]。

### 江戸時代
- 1721年　柳河藩家老、小野春信が藩主より土地を拝領し、平野鷹取山（高取山）にての石炭採掘が始まる。
- 1738年　久留米藩の文書に稲荷山での石炭採掘に関する記述が見えるが、三池藩営であったかどうかは不明。
- 1790年　三池藩が領内での採炭および販売に関する規則である、「石山法度」を発布。
- 1853年　三池藩が生山を開坑。
- 19世紀初頭には、三池で産出した石炭は瀬戸内海で製塩用などの燃料として使われていた。
- 1857年　平野山のほぼ南側に位置する生山と、平野山の間部（坑道）がつながってしまうという事件が起こり、両坑（両藩）の境界争いがはじまる。この境界争いが遠因となり、明治初期に三池炭鉱は官営となる。

### 明治時代以降
- 1873年　明治政府の官営事業となった[4]、9月5日のことで、鉱山寮三池支庁を設置した[5]。また、三潴県監獄の囚人を使役して坑外の石炭運搬や坑内の業務に当たらせ、これを皮切りに、明治中期頃まで周辺各県監獄の囚人が三池炭鉱で使役されることになった。
- 1876年　三井物産会社設立[6]、官営三池炭鉱の輸送・販売を一手に取り扱った。
- 1878年　11月21日、大浦坑で斜坑運搬に、従来は人力であったのを汽力曳揚機を使用する[5]。
- 1883年　三池集治監開庁。囚人労働が本格化した。
- 1888年　払い下げにおける競争入札で三菱と激しく争った結果、三井組（三井財閥）が落札した[7]。
- 1889年　三井組の経営となる。最高責任者（事務長）に任命された團琢磨（団琢磨）は、アメリカ留学で鉱山学・冶金学を学んだ後、工部省鉱山局の官吏として三池炭鉱に赴任していたが、払い下げと同時に三井に移籍した。
- 1891年　三池横須浜 - 七浦坑に蒸気機関車による運炭鉄道が開通（三池炭鉱専用鉄道）。
- 1892年　三井鉱山が創立された。團（団）のもとで炭鉱経営の近代化、合理化が進められた。
- 1894年　三池勝立坑の第一立坑が完成する（約118m。デーヴィーポンプの効果大）[8]。
- 1898年　宮原坑で操業開始。従来は導火線であったのを電気雷管を使用[8]。
- 1908年　三池港が開港。10月より就業時間制度が改められ、採炭・運炭作業員に8時間労働、3交代制が導入される[9]。
- 1913年　三池ガス発電所が運転開始。
- 1923年　三池炭鉱専用鉄道の電化が完成。
- 1924年　宮原坑の馬匹運搬を全廃（1930年末までに全鉱で廃止）[8]。
- 1925年　宮ノ浦坑で採炭に火薬を使用、穿孔に手動ホーガーを使用[8]。
- 1930年　坑内請負制度・女子の入坑を廃止、囚人の採炭作業を廃止（他の鉱山ではかなり以前に廃止されていた）。
- 1931年　三池集治監閉庁。
- 1940年　三川坑が竣工。

### 終戦後
- 1949年（昭和24年）5月29日 昭和天皇が行幸（昭和天皇の戦後巡幸）[10]。
- 1958年　日鉄鉱業が高田町で有明炭鉱の開発を開始。その後、湧水などにより開発を中断。
- 1960年　三池争議　石炭産業の斜陽化により、大量解雇の方針が出され、激しい労働争議が行われた。
- 1963年11月9日　三川鉱炭じん爆発事故で458人死亡、一酸化炭素中毒患者839人。
- 1967年7月 - 一酸化炭素中毒患者家族会の主婦66人が同月14日から20日にかけて三川鉱坑底で座り込みを行う[11]。
- 1972年　三井鉱山が日鉄鉱業から有明炭鉱を取得。この年、日鉄鉱業は石炭事業からの全面撤退を表明していた。
- 1973年　三井鉱山は、石炭採掘部門を分離独立する形で、全額出資の三井石炭鉱業を設立。
- 1976年　開発再開により着炭（石炭層に到達）していた有明炭鉱から営業出炭開始。
- 1977年　有明炭鉱と三池炭鉱を結ぶ連絡坑道が開通し、両炭鉱を合併。有明炭鉱は三池炭鉱有明鉱となる。
- 1978年4月30日 - 四ツ山鉱で炭車が暴走して人車に激突。1人が死亡、103人が重軽傷[12]。
- 1984年1月18日　有明鉱坑内火災事故により83人死亡、一酸化炭素中毒患者16人。
- 1997年3月30日　三池炭鉱閉山。三池炭鉱専用鉄道は大部分が廃止されるも、2020年まで一部は三井化学専用鉄道として残る。
- 2005年4月　三池労組が解散（国内最後の炭鉱労働組合）。
- 2015年7月 宮原坑・万田坑・専用鉄道敷跡が「明治日本の産業革命遺産 製鉄・製鋼、造船、石炭産業」として世界遺産に登録される。

## 事故
三池炭鉱も夕張炭鉱などと同様、開山当時から落盤などの事故が頻発していたと思われる。特に明治から昭和初期に掛けては、相当数の犠牲者が出る事故が発生しているが、多くの場合、記録の散逸・風化等により詳らかではない（囚人を使役していた事も、安全対策が不充分となった原因の一つとなっていたと思われる）。
1963年11月9日には三井三池三川炭鉱炭じん爆発が発生し、戦後最悪となる458人の犠牲者と839人の一酸化炭素中毒患者を出した。同じ日に国鉄東海道線鶴見付近で死者161名、負傷者120名を出した鶴見事故が発生したことと合わせ、「血塗られた土曜日」「魔の土曜日」と呼ばれる。
1984年1月18日の有明坑坑内火災事故（三井有明鉱火災事故）が発生し83人が死亡している。
1981年の北炭夕張新炭鉱ガス突出事故、1985年の三菱南大夕張炭鉱ガス爆発事故なども同様であるが、日本の炭鉱は、世界トップクラスの効率や保安設備を誇ったものの、ひとたび事故・災害が発生すると多くの人命を奪い、後遺障害を持つ患者を出し、安全対策が後手後手に回るなど、数ある職種の中でも危険度の高い職場であったことは間違いない。最新鋭を謳った炭鉱が1980年代に至ってもなお多くの人命を失う大惨事を相次いで引き起こしたことは、技術面での疑義を生じたに留まらず、国内における産炭の存在意義自体を問われる結果となり、国内石炭産業にとって致命的な影響を及ぼした。また事故・災害の莫大な人的補償費用は炭鉱を営む鉱山会社の企業体力を徐々に奪い、国内石炭産業の衰退へと結びついていった。

## 閉山
1950年代 - 60年代のエネルギー革命によって、石炭から石油へと主要なエネルギーが転換され、また、石炭の需要はコストの高い国内炭からコストの安い輸入炭へと流れていったため、日本は小規模低効率炭鉱を廃止し、大規模高効率炭鉱を保護する政策、「スクラップ・アンド・ビルド政策」をとった。これにより、筑豊などの中小炭鉱では1950年代後半から激烈な争議が起こり、その多くが閉山に追い込まれた。
一方、「ビルド」炭鉱として、電力会社やセメント会社などに石炭を引き取ってもらうなどで生き残ってきた三池炭鉱であるが、三井三池争議、炭塵爆発事故、坑内火災事故等が起こったうえに、為替レートや採掘条件、人件費コスト等により圧倒的に低価格である輸入炭との競争には太刀打ちできなくなっていた。日本の石炭政策は2001年度を最後にその保護的政策（国内電力会社による国内炭引き取り）が打ち切られることになり、その政策決定を受けて三池炭鉱は1997年3月30日、閉山したのである。
その後も存続していた池島炭鉱（長崎県）、太平洋炭鉱（北海道）も2001年、2002年に相次いで閉山し、日本の石炭産業は事実上崩壊した。しかしながら、太平洋炭鉱は「釧路コールマイン」として年間60 - 70万トンの出炭で再び採掘しているほか、北海道には小規模ながら露天掘りで石炭を採掘している箇所がある。池島炭鉱も石炭採掘の技術研修センターとしてインドネシアやベトナムから研修生を迎えている（坑道は一部使用しているが採掘はしていない）。

## 閉山後

明治日本の産業革命遺産に含まれる三池炭鉱の構成資産。

閉山後、炭鉱の坑口跡などが近代化遺産・産業遺産として、明治以来の日本の近代化の証として注目されはじめた。宮原坑跡および万田坑は1998年に国の重要文化財、2000年に国の史跡に指定され、宮浦坑跡の煙突と旧三川電鉄変電所は2000年に国の登録有形文化財に登録された。そのほかにも、炭鉱関連産業・石炭化学コンビナートの産業景観として三池港（1908年開港、閘門施設、築港の際に活躍した蒸気動のクレーン船・大金剛丸、旧長崎税関三池支署）、三井港倶楽部（現在、結婚式場・レストランとして存続）、三池炭鉱専用鉄道跡（三井化学専用鉄道として現有区間あり）、三井化学（株）大牟田工場など現在でも残る工場群、全廃したが一部雰囲気を残す社宅（炭住）跡を含め、総合的な石炭産業のあとを今でも見ることができる。
上記のようにいくつかの施設が保存・活用される一方で、閉山前後から所有者による諸施設の解体・撤去も進み、「社宅」と呼ばれた長屋形式の炭鉱住宅跡、炭鉱機械類の製作工場、三川坑の大部分の施設、三池炭鉱専用鉄道軌道、三池港で石炭を積載するローダ（特に、開発者である團琢磨の名を冠した「ダンクロ・ローダ」など）が次々と解体され、跡地に大型ショッピングモール（イオンタウン荒尾）等ができた。また、閉山時の人や資材の入昇坑口である有明坑跡は2006年3月、三井鉱山より民間会社に売却、その後メガソーラー（大規模太陽光発電所）の建設計画に伴い、2本の立坑櫓が2012年に解体されたほか、三井鉱山は三池炭鉱専用鉄道敷跡や人工島（初島・三池島）を大牟田市に無償譲渡の打診をしたが、保守管理費用コストや固定資産税減収によって更なる財政負担を伴う可能性が高いため、2008年3月29日、大牟田市は無償譲渡を断ったことが報道された。2009年4月1日、三井鉱山株式会社は日本コークス工業株式会社と改名し、大牟田市内に残る三井鉱山直系の三池炭鉱に関連した事業部から「三井」の文字が消滅した。
なお、2006年11月には、九州地方知事会を中心とした6県8市の「世界文化遺産国内暫定一覧表への追加提案書」として文化庁へ提案された「九州・山口の近代化産業遺産群」の一部として、宮原坑跡・万田坑跡がリストアップされたが、この提案は2007年1月27日、文化庁発表により、「継続審議」となり、ひとまず世界遺産暫定リスト入りは見送られた。その後、三池炭鉱関連遺産は経済産業省が認定する近代化産業遺産に認定され、また、宮原坑跡・万田坑跡を含む「九州・山口の近代化産業遺産群」は2007年12月に6県11市により「世界文化遺産国内暫定一覧表への追加提案書」として再度文化庁に提出され、2008年9月26日、文化庁文化審議会文化財分科会にて世界遺産暫定一覧表へ記載することが適当であると判断され、2008年12月15日、政府が世界文化遺産暫定一覧表に記載することを決定した。2009年1月5日、ユネスコ世界文化遺産暫定リストに記載され、2015年、正式に登録が決定した。
近年では、三池炭鉱関連の歴史を後世に伝えることを目的として、映画制作、報道、関連サイト、市民団体の動きが活発になってきている（外部リンク参照）。

## 文化財
重要文化財
- 三井石炭鉱業株式会社三池炭鉱宮原坑施設
  - 第二竪坑巻揚機室
  - 第二竪坑櫓
- 三井石炭鉱業株式会社三池炭鉱旧万田坑施設
  - 第二竪坑巻揚機室
  - 第二竪坑櫓
  - 倉庫及びポンプ室
  - 安全燈室及び浴室
  - 事務所
  - 山ノ神祭祀施設…オオヤマツミ（大山祇神）を祀る

史跡
- 三井三池炭鉱跡：2000年（平成12年）1月19日指定[13]
  - 宮原（みやのはら）坑跡：福岡県大牟田市宮原町
  - 万田（まんだ）坑跡：熊本県荒尾市原万田
  - 専用鉄道敷跡：福岡県大牟田市・熊本県荒尾市（2013年3月27日追加指定）[14]
  - 旧長崎税関三池税関支署 福岡県大牟田市新港町（2016年10月3日追加指定）[15]

登録有形文化財（建造物）
- 旧三池炭鉱宮浦坑煙突
- サンデン本社屋（旧三池炭鉱三川電鉄変電所）

福岡県指定有形文化財（建造物）
- 旧三池集治監 外塀及び石垣

大牟田市指定有形文化財
- 三井港倶楽部

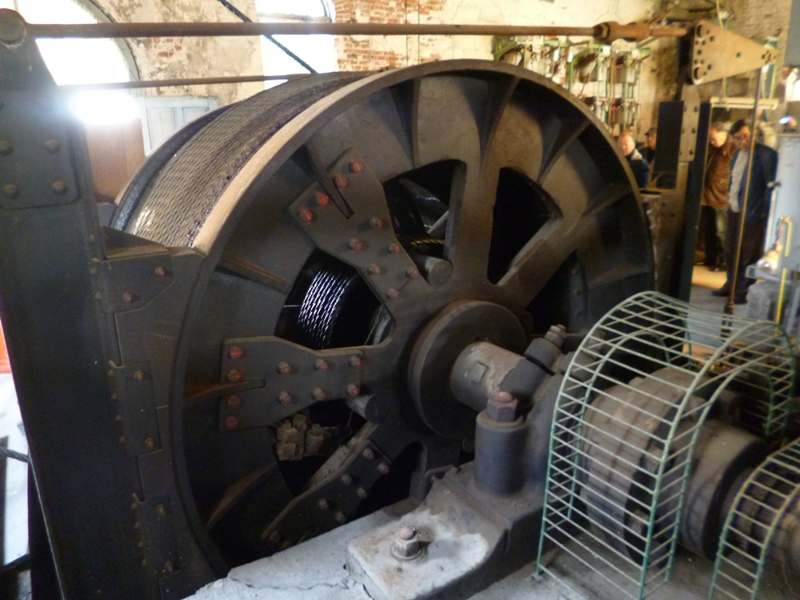
宮原坑 巻き上げ機
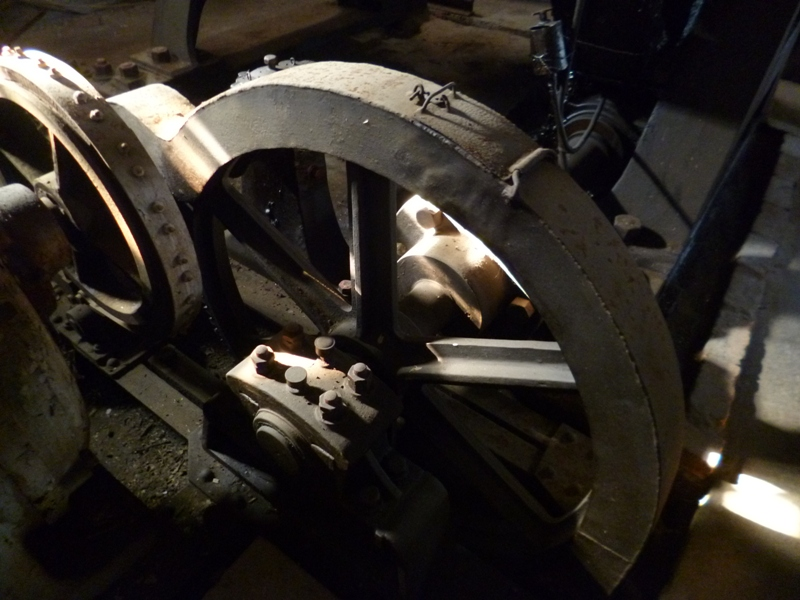
宮原坑 巻上機室内の機械
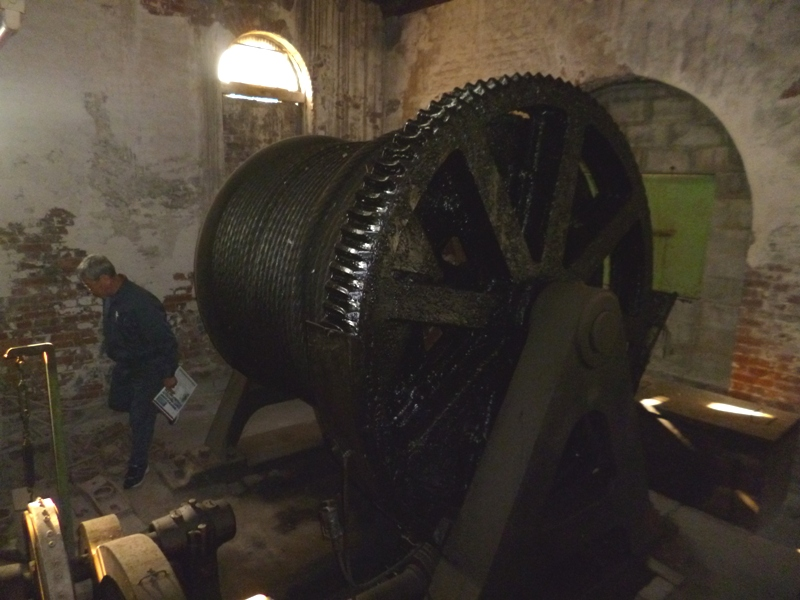
宮原坑 巻上機室内のウインチ
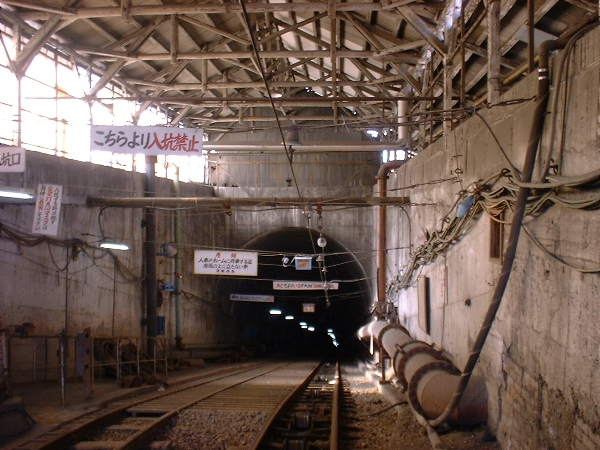
三川坑(坑口閉塞前2000年2月撮影)